# 新瓦西里夫斯凯 (扎波罗热区)
47°58′0″N 35°34′28″E / 47.96667°N 35.57444°E
新瓦西里夫斯凱（羅馬化：Novovasylivske）是位於烏克蘭南部扎波羅熱州扎波羅熱区米哈伊洛-盧卡舍韋市鎮的村莊。該村距離市鎮行政中心米哈伊洛-盧卡舍韋約0.5公里，始建於十九世紀初期，面積0.347平方公里。